# Přemostění Masarykova nádraží

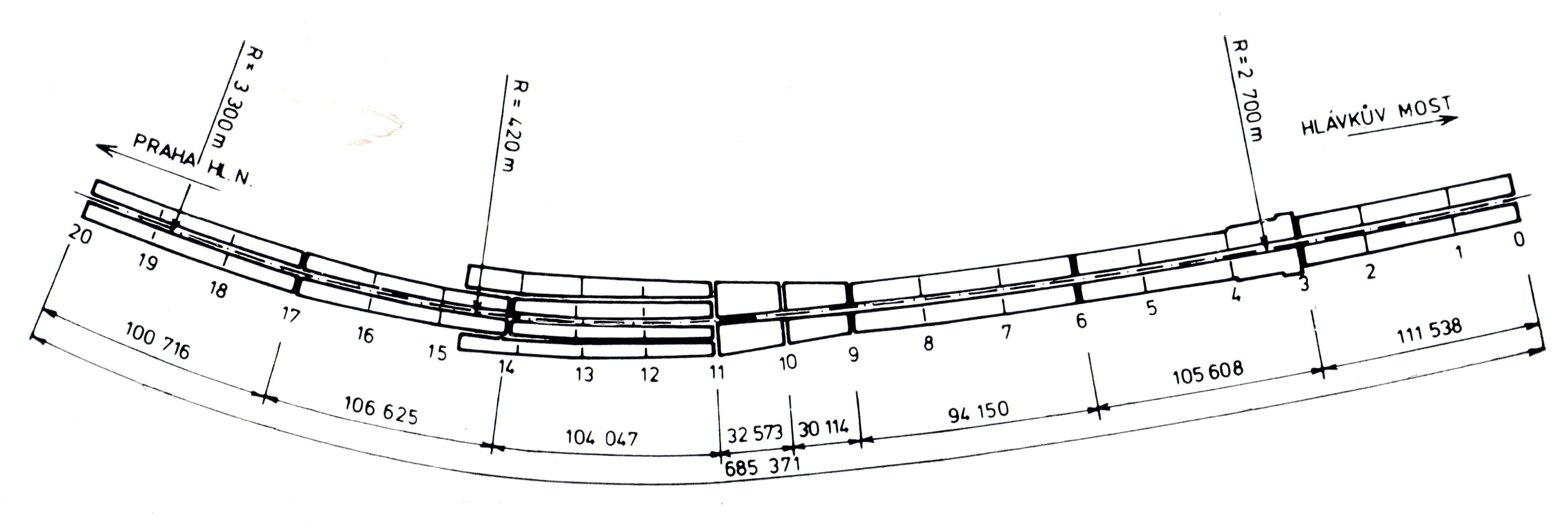
Výroba ocelových konstrukcí 1976-78

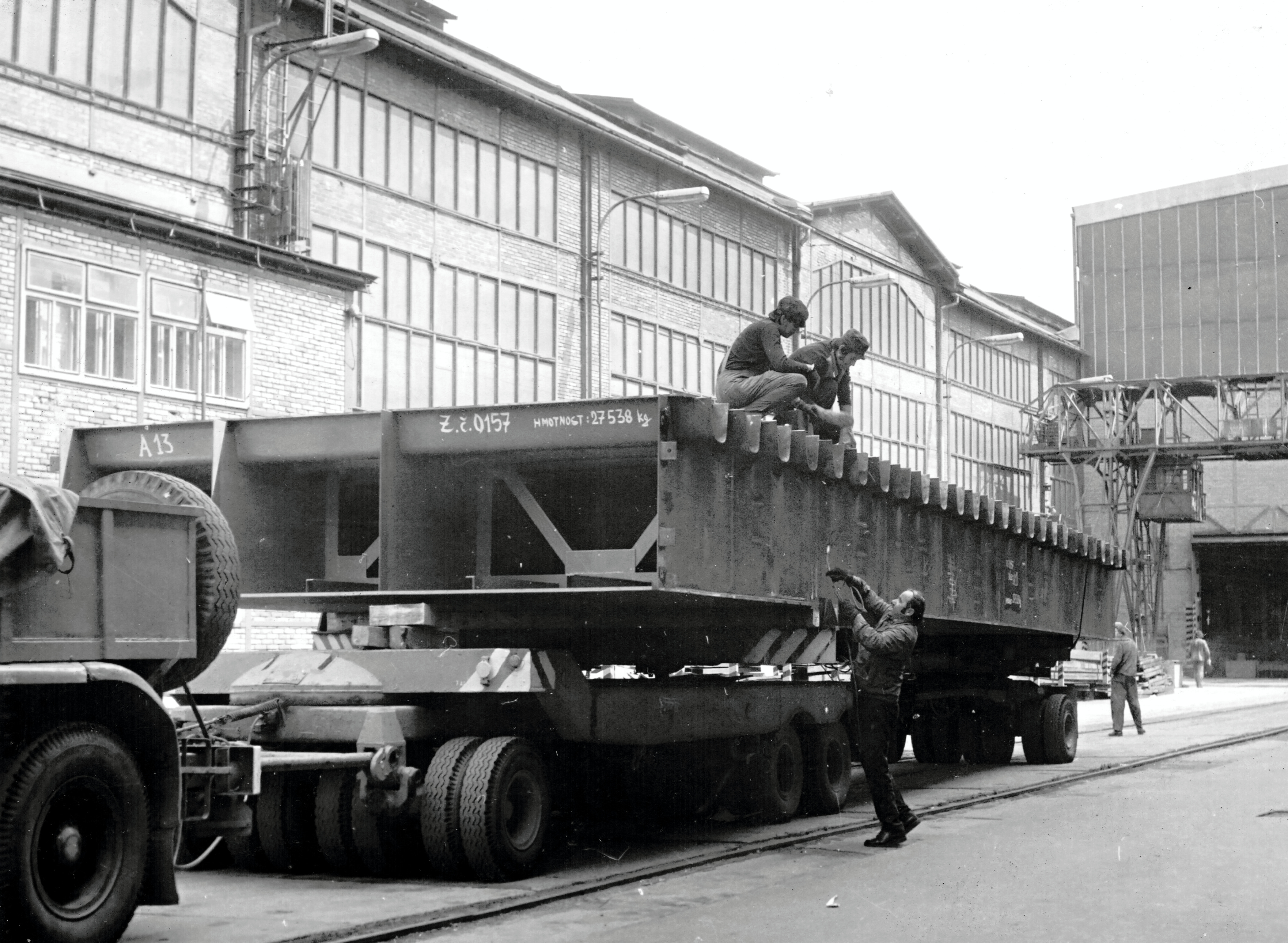

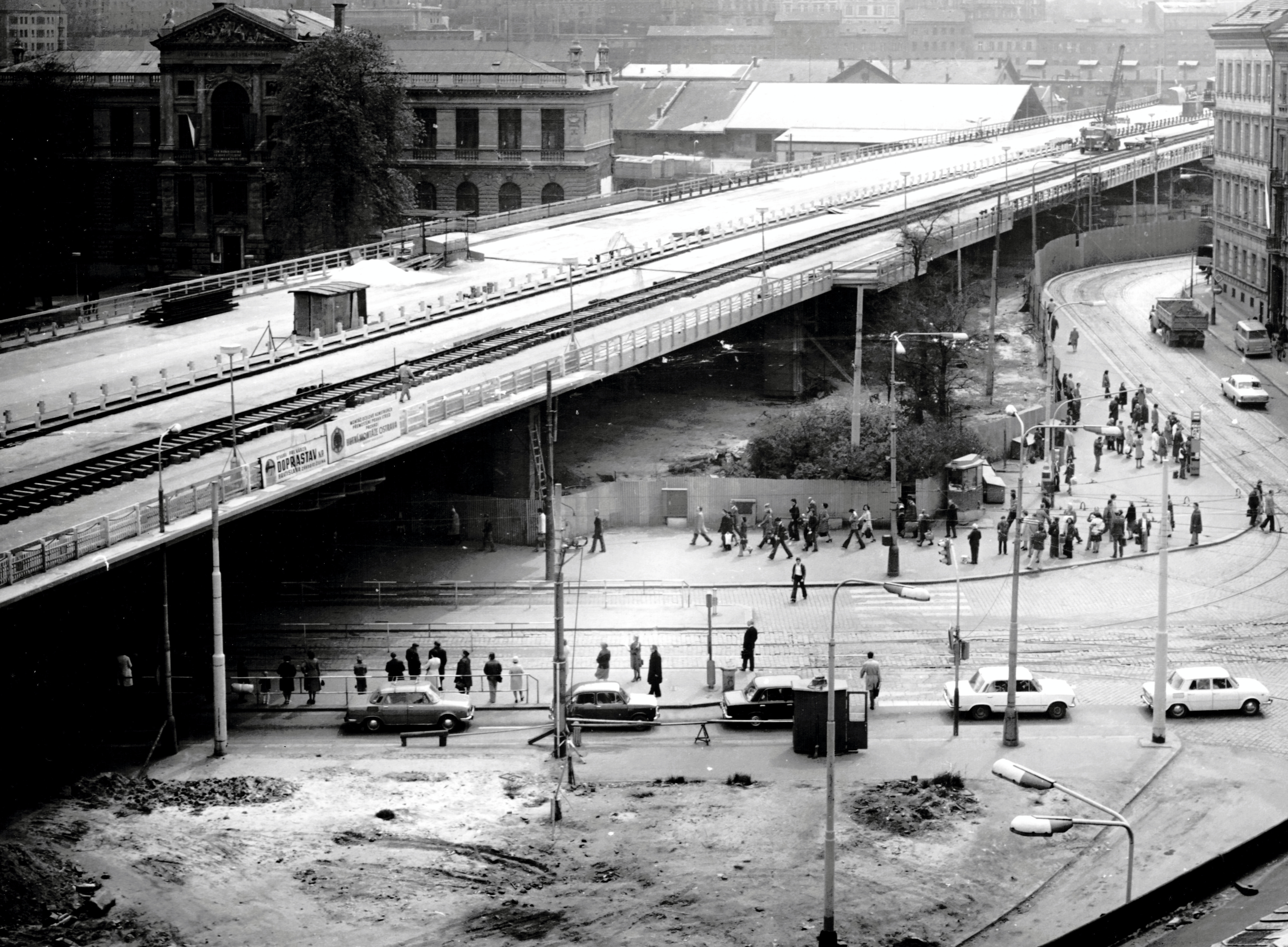

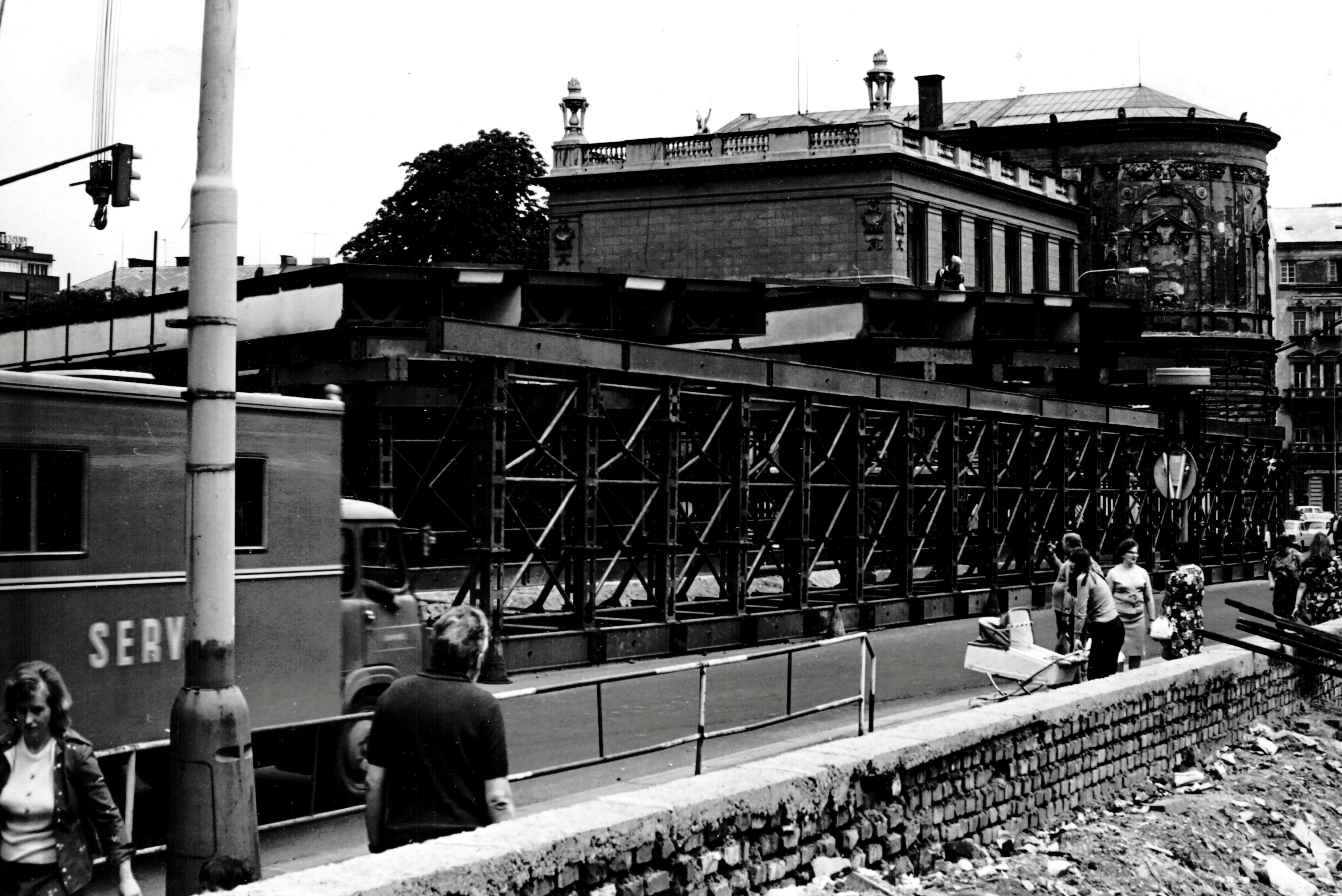

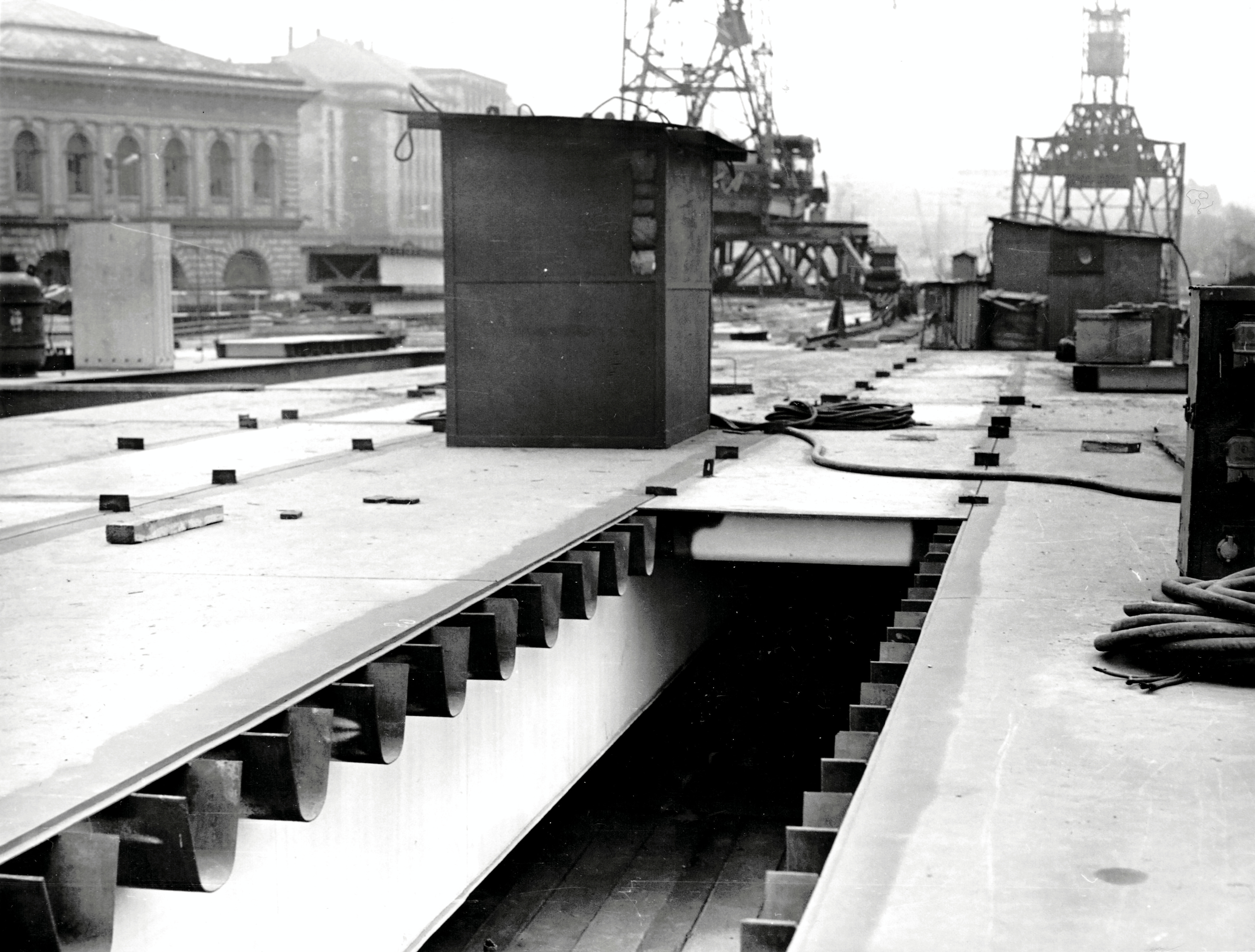

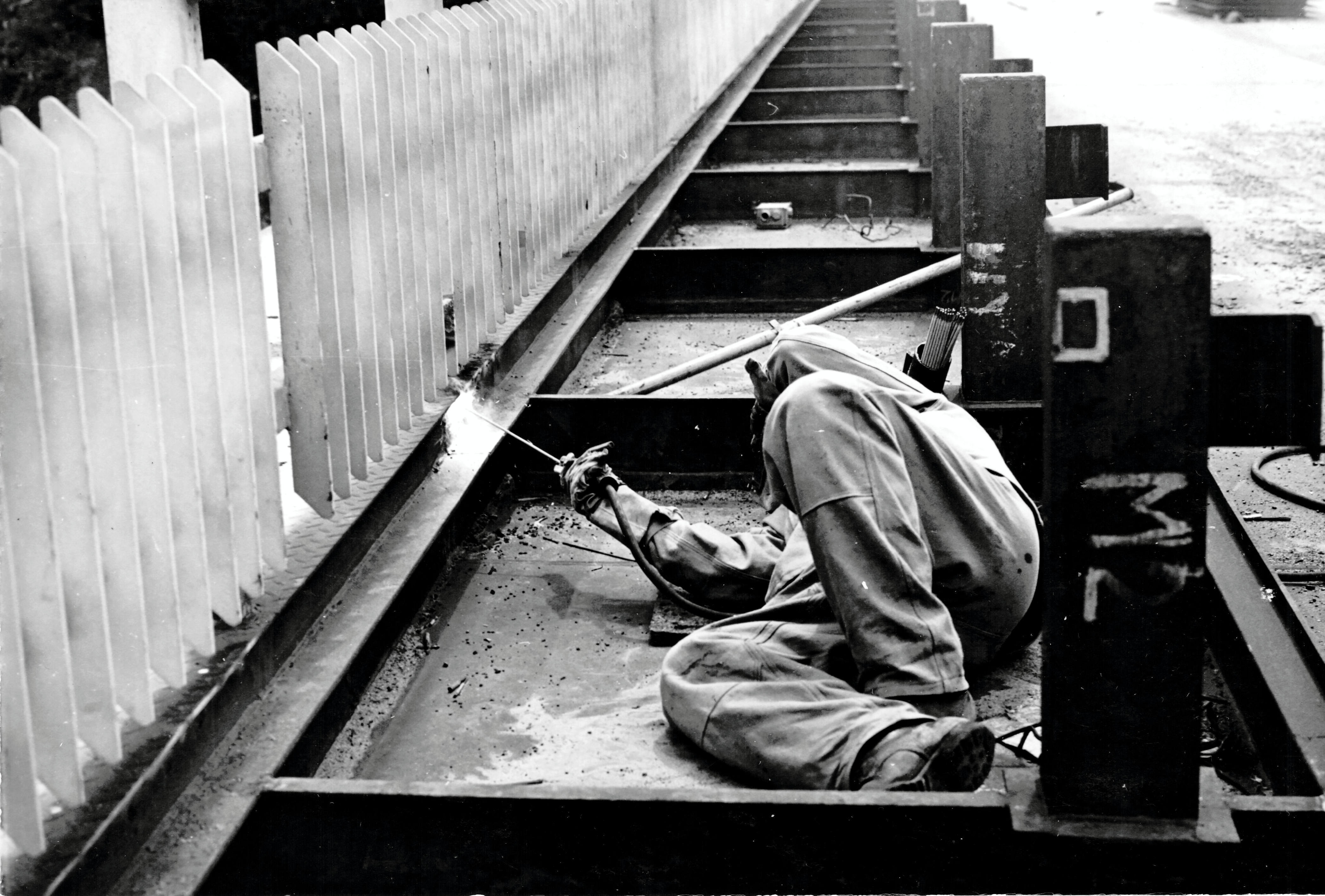

Přemostění Masarykova nádraží v Praze je součást Severojižní magistrály, překonávající areál Masarykova nádraží. Most nad vlastním nádražím měří 240 m. Most je částí Wilsonovy ulice.
O potřebě řešit komplikovanou situaci automobilové dopravy v centru města, jež se musela v severojižním směru nádraží složitě vyhýbat, se hovořilo již od 30. let; tehdy mělo řešit nejen problémy automobilové dopravy, ale též i hromadné. Počítalo se zde s mostem tramvajové rychlodráhy, která byla právě v 30. letech 20. století již od své realizace nedaleko. V 50.–60. letech se uvažovalo o tom, že se nádraží zbourá podobně jako nádraží Praha-Těšnov, ale nakonec bylo zachováno a magistrála ho přemostila. Provoz na mostě byl zahájen 28. října 1978.
Celá estakáda magistrály je dělená na sedm samostatných prvků a vyrobená z vysokohodnotné svařované oceli. Nosná ocelová konstrukce přemostění (mostu) byla vyrobena v období let 1976 až 1978 v mostárně bývalých VŽKG v Ostravě, ocelová konstrukce má hmotnost 6821 tun, je od hlavního nádraží po napojení na začátek Hlávkova mostu dlouhá 685,371 m. Rozpětí polí se pohybují mezi 30-40 m s maximem nad ulicí Sokolovskou 43,684 m, výška hlavních komorových nosníků je 1,1 m a jejich šířka je 2,25 m. Most má maximální šířku 41,407 m. Přemostění vede do oblouku o poloměru 420 až 3000 m. Použitá informace a fotografie plánku stavby ocelové konstrukce přemostění je z propagačního materiálu VÍTKOVICE - ocelové konstrukce z roku 1982. Fotografie jsou založené z doby výroby ocelové konstrukce, nelze u nich dohledat a určit autora.
Na začátku 21. století byla v sousedství tohoto přemostění pod Vítkovem vybudována část tzv. Nového spojení, železniční stavby propojující Hlavní nádraží s tratěmi vycházejícími z Prahy východním, severovýchodním a severním směrem.